# Chimarrogale
Chimarrogale é um gênero mamífero da família Soricidae.

## Espécies
- Chimarrogale hantu Harrison, 1958
- Chimarrogale himalayica (Gray, 1842)
- Chimarrogale phaeura Thomas, 1898
- Chimarrogale platycephalus (Temminck, 1842)
- Chimarrogale styani de Winton, 1899
- Chimarrogale sumatrana (Thomas, 1921)